# 琉球五偉人
《琉球五偉人》（日语：琉球の五偉人）是由沖繩學學者伊波普猷（魚培元）與真境名安興（毛居易）共著，小澤書店於1916年出版。也被收錄於1961年沖繩時報社刊行的《伊波普猷選集（上巻）》、1975年和1993年平凡社《伊波普猷全集（第7巻）》、1993年琉球新報社《真境名安興全集（第4巻）》。

## 介紹
書中列舉介紹了琉球國史上的五個人物：
- 麻平衡（儀間親方真常）

自中國引進了甘薯，傳播了黑砂糖的製法。薩摩藩侵略琉球國時，同尚寧王一起被擄至薩摩，攜日本木棉種歸國。對琉球國的經濟發展作出了巨大的貢獻。被祭祀於那霸世持神社。
- 向象賢（羽地按司朝秀）

確定了薩摩藩入侵後琉球國的政治方針，進行「財政再建，政教分離」的改革。修撰《中山世鑑》。任尚質王、尚貞王的攝政，後陞王子。
- 程順則（名護親方寵文）

閩人三十六姓之後。儒學學者，提議建立琉球國最早的學校明倫堂，從中國帶回儒學書籍《六諭衍義》並在琉球普及，還效仿中國的官制制定了琉球位階。為琉球乃至日本的教育作出了巨大貢獻。
- 蔡温（具志頭親方文若）

閩人三十六姓之後。任三司官期間進行改革、治理山川，發展農業、手工業。與其父蔡鐸都參與了《中山世譜》的編撰。
- 向有恒（宜灣親方朝保）

任第二尚氏王朝時代末期三司官，精通琉球文化和日本文化。